# 亞歷山大ALX500

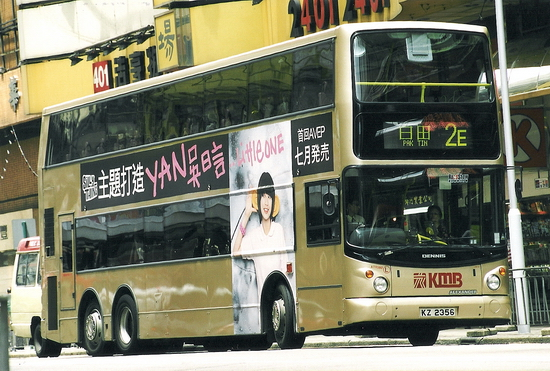
配有ALX500車身的丹尼士三叉戟三型

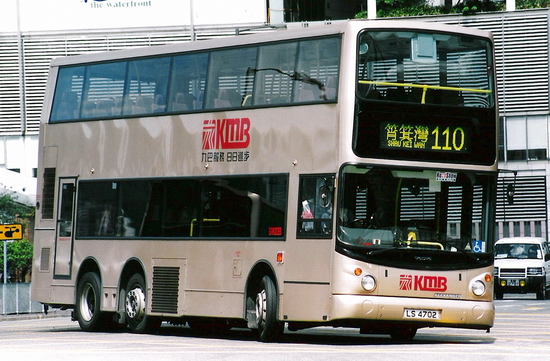
配有ALX500車身的富豪超級奧林匹克，
可以見到車頭有「VOLVO」標誌。

亞歷山大ALX500（簡稱ALX500）是一種由英國亞歷山大車身廠製造的三軸雙層巴士車身。ALX500是ALX系列之一，5個型號包括ALX100、ALX200、ALX300、ALX400及ALX500，除ALX100外，其他都大致相同。ALX500主要設計給二十世紀九十年代後生產的三車軸低地台巴士底盤。
ALX500有3種長度：10.6米、11.3米及12米。ALX500適合好幾個底盤，包括丹尼士三叉戟三型及富豪超級奧林比安巴士。ALX500在香港非常普遍，很多製成品都出口到該處。由於氣候關係，ALX500適合安裝空調系統。
亞歷山大車身廠於1997年建造了3套供三軸三叉戟巴士使用的ALX500原型車身，首套車身於2月完成。車身量產也於同年開始進行，但其外觀已作出若干修改，包括移後供乘客下車的車門（12米版本）。至1999年，廠方推出改良版本的ALX500車身，其外觀較像同廠的ALX400車身。首款使用這款改良型車身的巴士，為香港新世界第一巴士及九龍巴士首批富豪超級奧林比安巴士。
隨著Transbus International公司於2001年成立，ALX500車身取代了Duple Metsec廠推出的標準高度及右方向盤版本的DM5000車身（供三軸三叉戟巴士使用）。至2002年底，ALX500的設計為後繼產品Enviro 500所取代。

## ALX500在香港
香港各大主要巴士運營商均有採用配置亞歷山大ALX500之巴士，而配置的底盤主要為丹尼士三叉戟三型及富豪超級奧林比安。

### 城巴
城巴首輛採用ALX500車身之丹尼士三叉戟三型12米樣辦車於1997年運抵香港，車隊編號定為2200，同時，10輛同樣採用ALX500車身之丹尼士三叉戟巴士亦運抵香港，而此批巴士則主要作為城巴機場快線後備用車，車內配置與2200有所不同。總體而言，城巴正式購入配備ALX500車身的巴士只有9輛。2004年，城巴由新世界第一巴士手上接收9輛採用ALX500車身之丹尼士三叉戟巴士，巴士車廂內部配置仍保持新世界第一巴士格式，而於2007年，該批巴士加裝行李架，以用作行走往返深圳灣口岸的B3系路線之用。

### 新世界第一巴士
新世界第一巴士並於1998年正式取代中華巴士的巴士業務，因而在1998年至2002年間訂購了大批丹尼士三叉戟三型巴士，其中採用ALX500車身的巴士共有303輛（部分巴士其後轉售至港鐵巴士），12米版本共有202輛，11.3米版本共24輛，10.6米版本共15輛。另外，新世界第一巴士亦於1999年至2002年間亦訂購共103輛富豪超級奧林比安12米巴士，全數使用亞歷山大ALX500車身。

### 九龍巴士
於1999年至2003年間，九龍巴士共購入692輛富豪超級奧林比安巴士，共有429輛採用ALX500車身(3ASV)，其中100輛為10.6米版本(ASV)。另外，1997年至2003年間亦購入丹尼士三叉戟三型巴士，當中297輛亦採用ALX500車身(ATR)，其中100輛為10.6米版本(ATS)。
2023年3月9日，隨著九龍巴士最後的富豪超級奧林比安10.6米(ASV100/LV8402)除牌退役，標誌著香港再也沒有配備此車身的巴士載客服務。

### 龍運巴士
於1997年至1999年間，龍運巴士共購入150輛採用ALX500車身的丹尼士三叉戟三型巴士，全屬12米版本，其中25輛採用機場巴士規格。

### 九廣鐵路公司
九廣鐵路公司於2000年接收22輛採用ALX500車身的丹尼士三叉戟三型11.3米巴士。

## 參看
- 亞歷山大ALX100
- 亞歷山大ALX200
- 亞歷山大ALX300
- 亞歷山大ALX400
- 亞歷山大丹尼士Enviro 500